# 清川駅
清川駅（きよかわえき）は、山形県東田川郡庄内町大字清川字下川原にある、東日本旅客鉄道（JR東日本）陸羽西線の駅である。
陸羽西線は2022年（令和4年）5月より列車の運行を休止、バス代行を行っており、当駅も休止駅となっている。代行バスについては「陸羽西線#バス代行輸送」を参照。

## 歴史
- 1914年（大正3年）
  - 6月14日[注 1]：官設鉄道（のちに日本国有鉄道）酒田線が古口駅から延伸した際の終着駅として開業[4]。
  - 8月16日：酒田線が狩川駅まで延伸され、途中駅となる。
- 1917年（大正6年）11月1日：路線名改称に伴い、陸羽西線の駅となる。
- 1978年（昭和53年）9月20日：貨物の取り扱いを廃止[4]。
- 1984年（昭和59年）2月1日：荷物の扱いを廃止[4]。
- 1987年（昭和62年）4月1日：国鉄分割民営化により、東日本旅客鉄道（JR東日本）の駅となる[4]。
- 1991年（平成3年）3月16日：CTC化により無人化[5]（交換施設は残る）。
- 2000年（平成12年）3月：現駅舎が竣工[2]。
- 2004年（平成16年）：交換施設を撤去し、棒線化。
- 2022年（令和4年）5月14日：高屋道路の（仮称）高屋トンネル建設関連工事に伴う陸羽西線の列車運行休止に伴い、鉄道駅としての営業を休止する[3]。
- 2024年（令和6年）10月1日：えきねっとQチケのサービスを開始[1][6]。

## 駅構造
単式ホーム1面1線を有する地上駅である。かつては島式ホーム1面2線の構造で、交換設備は撤去されたものの閉塞境界として場内・出発信号機は残され、現在でも稼動している。2018年（平成30年）に発生した集中豪雨による復旧作業においては、8月20日から10月7日までの間、当駅において余目方面へ一部列車が折り返し運転を行っていた。駅舎側の線路を残しているため、駅舎とホーム（余目方）は構内踏切で連絡している。使われなくなったホーム端には柵が設置されている。
新庄統括センター（新庄駅）管理の無人駅で、2000年（平成12年）に升形駅などと同じ意匠の簡易な駅舎に建て替えられるまでは、木造の駅舎が残っていた。

## 利用状況
「山形県の鉄道輸送」によると、2000年度（平成12年度）- 2004年度（平成16年度）の1日平均乗車人員の推移は以下のとおりであった。
| 乗車人員推移       | 乗車人員推移     | 乗車人員推移 |
| 年度               | 1日平均 乗車人員 | 出典         |
| ------------------ | ---------------- | ------------ |
| 2000年（平成12年） | 81               | [ 8 ]        |
| 2001年（平成13年） | 74               | [ 8 ]        |
| 2002年（平成14年） | 79               | [ 8 ]        |
| 2003年（平成15年） | 74               | [ 8 ]        |
| 2004年（平成16年） | 74               | [ 8 ]        |

## 駅周辺
最上川と鉄道の間に細長い集落がある。駅南西側はすぐに山地である。
- 庄内町役場清川出張所
- 清川郵便局
- 清河八郎記念館
- 松山温泉

前述の陸羽西線列車代行バスは、駅前にバス停が設置されている。

## 隣の駅
東日本旅客鉄道（JR東日本）
■陸羽西線
高屋駅 - 清川駅 - 狩川駅